# Gronda di Genova
Die Gronda di Genova ist ein Straßenbauprojekt im Großraum der italienischen Stadt Genua. Es soll für Entlastung des bestehenden Straßennetzes im Stadtgebiet sorgen und wird seit den 1980er Jahren diskutiert. Kernstück des Projekts ist eine neu zu errichtende Autobahntrasse. Neue Relevanz erhielt das Projekt mit dem Einsturz des Polcevera-Viadukts am 14. August 2018.

## Hintergrund

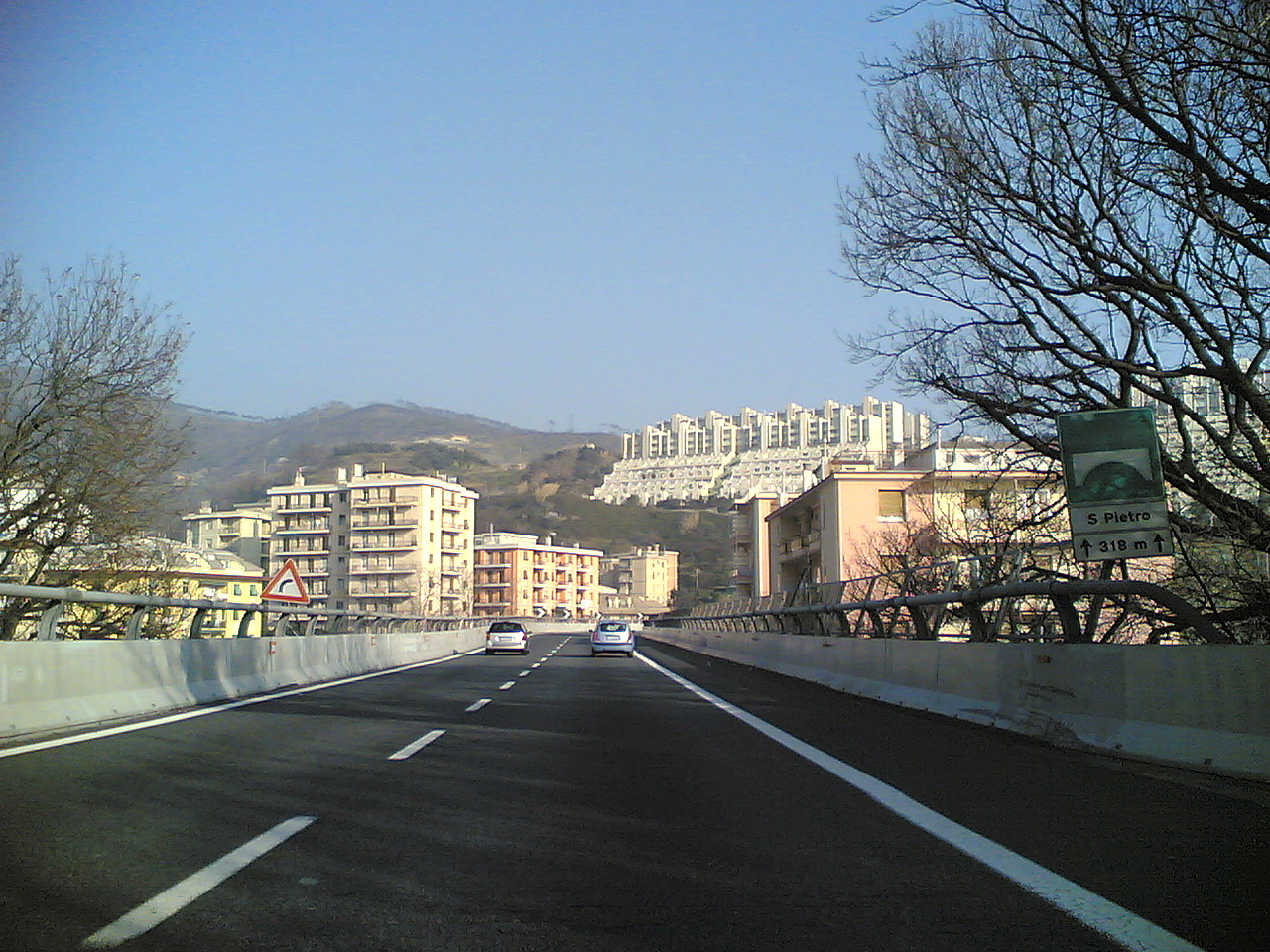
Die A10 im Stadtgebiet von Genua

Im Stadtgebiet von Genua treffen drei Autobahnen (A7, A10 und A12) aufeinander. Durch das für Straßenbauten schwierige Gelände mit steilen Hängen reichen diese Autobahnen weit in das Stadtgebiet hinein und sind aufgrund des hohen Alters der Trasse nicht auf den neuesten Standard im Autobahnbau ausgelegt. Zusätzlich müssen die Autobahnen im Raum Genua einen hohen Anteil an Transitverkehr sowie Pendler aufnehmen. Speziell im Sommer, wenn es starken Urlauberreiseverkehr an der Italienischen Riviera gibt, führt dies zu meist zur Überlastung des Autobahnnetzes.

## Planungen
Kernstück der Pläne ist die Errichtung einer vollkommen neuen Autobahntrasse zwischen der A10 bei Vesima und der A7 im Stadtgebiet von Genua (bei der Anschlussstelle Genova/Bolzaneto). Diese Trasse soll als Ergänzung zur bestehenden A10 dienen und vierspurig mit zwei Fahrspuren pro Richtung und Standstreifen gebaut werden. Diese neue Strecke soll sich zu 89 % in Tunneln befinden. Außerdem sehen die Pläne die Errichtung einer Brücke über das Val Polcevera bei Genova/Bolzaneto vor.
Des Weiteren erhält die A7 in Fahrtrichtung Nord zwischen Genova/Ovest und Bolzaneto eine vollkommen neue Trasse. Der Knoten bei Genova/Ovest soll im Zuge der Bauarbeiten leistungseffizienter gestaltet werden.
In den Jahren 2005 bis 2009 erfolgte die Prüfung von mehreren Trassenvarianten, wobei man sich letztlich für die oben beschriebene entschieden hat. Insgesamt sollen 53 km in Tunneln verlaufen und 34,8 km zum Straßennetz hinzukommen. Die voraussichtlichen Kosten betragen 3,15 Milliarden Euro. Ein Baubeginn wurde derzeit noch nicht festgesetzt.